# あねいも2 〜Second Stage〜
『あねいも2 〜Second Stage〜』（あねいも2 セカンドステージ）は、2007年4月27日にbootUP!から発売された18禁恋愛アドベンチャーゲーム。2008年3月28日には各ヒロインのその後を描いた『あねいも2 H's 〜もっとHにステップUP!〜』（あねいも2 ハッピーステージ もっとエッチにステップアップ）が発売された。
2009年2月27日に『あねいも2 いもいもファンディスク』、2010年4月30日に『ふたあね』の初回予約特典として『あねいも2 あねあねミニファンディスク』が付いてきた。2009年12月25日にはあねあねファンディスクを除く作品がDMMからダウンロード発売されたほか、2008年8月25日にはアダルトアニメも発売されている。

## 解説
2組の姉妹との恋愛を描いた本作は、2004年にぷちぱじゃまから発売された『あねいも 〜アイとHのステップアップ〜』のシステムを継続したアダルトゲームである。
本作のシナリオはヒロインとの日常生活や恋愛を描いた第1部「Like＆H編」と、結ばれた後のヒロインとの性生活を描いた第2部「LOVE＆エロ編」の二部構成となっている。

## あらすじ
主人公の小野寺拓己は隣の家に住む年上の幼なじみ霧島深月に起こされ、深月の妹・皐月と同じ学校へ通う日常を送っていた。12月のある日、拓己の家に白川沙織、唯姉妹がやって来る。深月は白川姉妹の出現に戸惑う一方、皐月は白川姉妹に興味を抱いていた。
沙織はなぜか拓己に対して冷たい態度をとる一方、唯は彼を兄と慕っていた。

## 登場人物
声優名はPC版/アダルトアニメ版の順。

### メインキャラクター
小野寺 拓己（おのでら たくみ）
声：なし / 小次狼
本作の主人公。高校2年生。
中肉中背（OVA版では深月より若干高い程度）で整った容姿をしている。心根の優しい性格だが、女心には疎い。毎朝、幼馴染の深月に起こされている。そして、その妹である皐月とエスカレーター式の私立上妻（あがつま）桜台学園、通称サクラ学園に通っている。
幼少時に深月によって、女性の乳房に興味を得るよう仕向けられた過去がある。このため実は大の巨乳フェチであり、深月や沙織の豊乳に甘える描写が多い。
早漏ではあるが絶倫であり、場合によっては複数人相手でも問題なく、年下どころか年端もいかない少女もOKなどストライクゾーンはかなり広い。
霧島 深月（きりしま みつき）
声：木村あやか / 同左
身長 165cm B88cm W58cm H85cm
拓己の幼馴染。大学2年生。霧島重工業の令嬢。ポニーテールの髪型が特徴。
自らの地位を鼻に掛けない大らかな性格である一方、しっかりしてそうに見えても意外にドジで空気も読めない。拓己や皐月からは「みぃ姉（みぃねえ）」と呼ばれている。
幼少期の拓己に女性の乳房に対する嗜好を植え付けるなど、拓己に対しては好きなだけ甘えさせており、大きくなってからも、毎朝彼を起こしに行くなどして世話を焼いている。
以前から拓己に女の子が寄り付かないように裏工作をしていたが、白川姉妹の登場には焦りを見せた。霧島重工業と白川家を巡る問題は理解しているが、白川姉妹には好意的に接している。
近くの大学に車で通っている。車の運転は乱暴なようだが、急いでいる時だけで普段は安全運転の様子。エンディングでは、拓己の子どもを妊娠。
ファンディスクで拓己の恋人と正妻の座を手に入れるが皐月の悪だくみに嵌り、なし崩し的にヒロイン全員と関係を持って続けている拓己にヤキモキしている。
霧島 皐月（きりしま さつき）
声：松永雪希 / 同左
身長 158cm B79cm W55cm H80cm
拓己と同い年の幼馴染でクラスメイト。拓己の部屋の向かいに部屋があり、時折窓から出入りしている。
白川姉妹が来ても焦るどころか、逆に拓己を煽るような言動を取り、姉の深月をからかっているが、冗談の域は超えておらず心配すべき時は心配している。
深月と同じくお嬢様であることを鼻に掛けたりしない。元気の塊のようで毎朝（校則で禁止されている）バイク通学している。
フランクな性格で人気があるが、令嬢らしからぬ行動や言動をよく思わない人もいる。
意外な策略家でヒロイン全員と拓己が関係を持つように仕組んだ張本人。
霧島重工業と白川家を巡る問題は理解しているが、白川姉妹には好意的に接している。拓己から尋ねられた際も客観性を保つため拓己自身の手で調べてほしいと回答するなど白川姉妹に気を配っている。
OVA版では、拓己の初体験の相手となってしまい、自身も処女を喪失してしまった。また、姉想いな面も垣間見えた。
白川 沙織（しらかわ さおり）
声：一色ヒカル / 同左
身長 160cm B90cm W56cm H87cm
白川姉妹の姉。高校3年生。
和義の会社が経営する孤児院で、唯と共に引き取られることとなった。小野寺家に住むことになったのは不本意ながら認めているが、拓己を含めた小野寺家と仲良くするつもりはない様子。上妻という場所自体も嫌いを通り越して憎んでいる。妹の唯のことを大事にしているシスコン。
白川姉妹の父である弘樹の会社が霧島重工業に買収されたこと、その買収を行ったのがかつて隼人の部下にして弘樹の親友であるはずの和義だったこと、弘樹自身は買収に反対していたこと、和義に裏切られたと感じた弘樹が妻と共に自殺したことなどから小野寺家、霧島家には複雑な感情を抱いている。特に弘樹の研究の軍需産業への転用について未だに明言も否定もしない霧島重工業の姿勢そのものには疑問を抱いている。
成績優秀、容姿端麗、抜群のプロポーションで完璧に見えるがかなりの方向音痴。拓己と出会うまで近所を行き来していたところを拓己に助けられる。ストーリーが進むにつれてドジでお茶目な一面を見られる。ツンデレ的な要素が多いが、一度惚れたらとことん一途。
ファンディスクで皐月の悪だくみに嵌り拓己と関係を持ってしまい関係を続けていることに後ろめたさを感じているが、本当は拓己のことを想っておりまんざらでもない様子。エンディングでは拓己の娘すみれ（自身と唯の母親の名前）を出産。
白川 唯（しらかわ ゆい）
声：佐本二厘、草柳順子（いもいもファンディスク） / 草柳順子
身長 153cm B84cm W60cm H84cm
白川姉妹の妹。中学3年生。
沙織とは違い小野寺家に同居することに反対ではないらしい。純粋に拓己を兄と慕う。
心臓に疾患があるがそれを感じさせないほど元気に振舞っているが、小野寺家に来る数か月前までは入院していた。
ファンディスクでは完治したことになっている。同じ妹同士、皐月と仲がよく皐月の計画に乗ってきた。エンディング時、沙織の歳になった時には、バストサイズは姉を超えた模様。その際、同時に拓己の子供を妊娠した。

### サブキャラクター
平沢 和美（ひらさわ かずみ）
声：岬友美
身長 172cm B93cm W61cm H89cm
深月の親友で、大手土建業の平沢組の社長令嬢。親同士で親交を深めている関係で霧島姉妹との付き合いも長い。霧島姉妹や白川姉妹を越える巨乳の持ち主。
姉御肌の性格で面倒見もいいため周りからの信頼も篤い。
拓己の親友でもある優輝の姉だかぞんざいに扱う節がある。優輝を困らせることに快感を覚えることを自慢しており、周囲もそれを受け入れている。
ファンディスクではヒロインに昇格した。
本人曰わく「永遠の18歳」。
平沢 優輝（ひらさわ ゆうき）
声：海原エレナ
姉の和美ほどではないが拓己とは幼い頃からの幼馴染。
成績は優秀で、お人好しな性格のため損することもしばしば。部活は拓己が会長を務めるスノーボード同好会で副会長。
日頃から姉の和美からないがしろにされ、スキー旅行などにも誘われず、自腹で行くことが多い。男色家じみた発言をすることが多い。
小野寺 和義（おのでら かずよし）
声：Prof.紫龍
拓己の父親。
いい加減とも感じる言動やノリで拓己からは適当な父親という烙印を押されている。霧島姉妹の事は家族のように思っており深月が拓己の妻になっても構わないと思っている（むしろ推奨するような発言をする）。霧島隼人とは親友で家族ぐるみの付き合いをしている。エロ発言などをすると妻の三和にお仕置きされており、頭が上がらずしりに敷かれている。
会社が運営をしている施設が閉鎖することになり白川姉妹を家に連れてきた今回の事件の首謀者。
かつては深月と皐月の父親、隼人の会社で働いていた。沙織と唯の父親である白川弘樹とも親友であり、彼の研究にも一目おいていた。弘樹の研究が進めば唯の病気の治療にも貢献できると感じていたため霧島重工業による共同開発を申し込み、断られた後もいつかは弘樹にも理解してもらえるという考え強引に弘樹の会社を買収を進めた。しかし、霧島重工業の下では自身の研究が軍需産業に転用されかねない危険性と親友に裏切られたというショックを受けた弘樹は妻と無理心中に至ってしまう。
自分の弘樹への善意が独善に過ぎなかったと反省した和義は隼人の会社をやめており、後に自ら会社を興し孤児院を経営、白川姉妹もそこで面倒を見ていた。現在でも沙織から敵意を向けられていることも理解しているが白川姉妹のことは心から大切に思っている。
小野寺 美和（おのでら みわ）
声：岬友美
拓己の母親。
父の和義とは正反対でしっかりとした女性。おっとりとした性格である一方、拓己が誰と付き合っているか見抜くほど勘が鋭い。（ハーレムルートでは全員と関係を持っていることに気付いているような素振りを見せる）。夫の和義のエロ発言には厳しく毎回お仕置きしており、尻に敷いている状態。嫉妬深く、和義が他の女性と付き合うような発言をした場合は容赦がない。
昼間はパートに出るなどして家計を支える良妻賢母。霧島重工の最新技術を惜しみなく使われたハイテクスーパーママチャリであるレッドコメートを愛用している。
賀曽利 優子（かそり ゆうこ）
声：海原エレナ
身長 165cm B81cm W61cm H87cm
拓己たちが通う学校の副会長。
成績は常に上位に位置しており、クールな言動や雰囲気から生徒たちから倦厭されている。昔久坂と付き合っていたらしいが、一度だけ久坂に頼みで副会長の権限を使ってしまった罪悪感を捨てきれず破局してしまった過去をもつ。皐月にも好意をもった久坂が拓己と対立関係に至った際には、皐月と共にお説教と説得を行い久坂を改心させることに成功した。
ファンディスクではヒロインに昇格した。
久坂 順（くさか じゅん）
声：Prof.紫龍
拓己の同級生。
文武両道で好青年のように見えるが、女好きで都会を自慢することから男子から嫌われている。本当の姿はかなりのへタレなため、そちらの姿では非常に愛せるキャラとなっている。昔優子と付き合っていたらしいが、一度だけ久坂に頼みで副会長の権限を使ってしまった優子が罪悪感を捨てきれなかったことで破局してしまった過去をもつ。皐月にも好意をもったため拓己と対立関係に至るが、優子と皐月によるお説教と説得を経て改心、皆にこれまでのことを謝罪し拓己と対立も解決した。
霧島 隼人（きりしま はやと）
声：一条和矢
深月・皐月の父親。消しゴムから宇宙開発まで手広くやっている霧島重工業の社長。小野寺和義とは親友で家族ぐるみの付き合いをしている。
会社では厳しい姿を見せるが家では良き父を務めており、家族をないがしろにせず大切に思っている。
弘樹の研究については軍需産業への転用を明言も否定もしていない。一方でかつて和義が考えていた通り、弘樹の研究を手に入れた隼人は霧島の人工心臓の技術は唯の病衣の治療に貢献できるほどのレベルに成長させている。更に唯が和義の家に迎え入れられたことで唯の手術も可能となり、唯の手術成功という弘樹の夢が実現することへとつながった。

## スタッフ
- 企画・シナリオ：長野ヒロユキ
- キャラクターデザイン・原画：東雲一彦
- 音楽：I've Sound

## 主題歌
第1部主題歌「melty snow」
作詞・歌：川田まみ / 作曲・編曲：井内舞子
第2部主題歌「アナタだけのAngel☆」
作詞：詩月カオリ、KOTOKO / 作曲・編曲：C.G mix / 歌：詩月カオリ

## OVA版
製作はMilky。
- 第1巻 あねいも 第1章〜Square Sisters〜：2008年8月25日発売
- 第2巻 あねいも 第2章〜Triangle Lovers〜：2008年12月25日発売